# Лонгстріт (Луїзіана)
Лонгстріт (англ. Longstreet) — селище (англ. village) в США, в окрузі Де-Сото штату Луїзіана. Населення — 115 осіб (2020).

## Географія
Лонгстріт розташований за координатами 32°5′53″ пн. ш. 93°56′59″ зх. д. / 32.09806° пн. ш. 93.94972° зх. д. (32.097976, -93.949851).  За даними Бюро перепису населення США в 2010 році селище мало площу 5,37 км², з яких 5,31 км² — суходіл та 0,06 км² — водойми.

## Демографія
Згідно з переписом 2010 року, у селищі мешкало 157 осіб у 71 домогосподарстві у складі 49 родин. Густота населення становила 29 осіб/км².  Було 85 помешкань (16/км²).
Расовий склад населення:
| - 76,4 % — білих - 21,7 % — чорних або афроамериканців - 1,3 % — корінних американців |

До двох чи більше рас належало 0,6 %. Частка іспаномовних становила 0,0 % від усіх жителів.
За віковим діапазоном населення розподілялося таким чином: 17,2 % — особи молодші 18 років, 66,9 % — особи у віці 18—64 років, 15,9 % — особи у віці 65 років та старші. Медіана віку мешканця становила 48,9 року. На 100 осіб жіночої статі у селищі припадало 96,2 чоловіків;  на 100 жінок у віці від 18 років та старших — 97,0 чоловіків також старших 18 років.
Середній дохід на одне домашнє господарство  становив 42 849 доларів США (медіана — 41 250), а середній дохід на одну сім'ю — 52 969 доларів (медіана — 46 250). Медіана доходів становила 27 500 доларів для чоловіків та 31 875 доларів для жінок. За межею бідності перебувало 9,1 % осіб, у тому числі 20,0 % дітей у віці до 18 років та 0,0 % осіб у віці 65 років та старших.
Цивільне працевлаштоване населення становило 46 осіб. Основні галузі зайнятості: виробництво — 21,7 %, освіта, охорона здоров'я та соціальна допомога — 21,7 %, будівництво — 15,2 %, публічна адміністрація — 13,0 %.